# Open Sans
Open Sans是一個由Google委託Steve Matteson設計的無襯線字型。根據Google的說法，它是以「誠實的重要性、開放的表現形式、及一個中立但具親和力的外觀」的理念設計的，並且「針對列印、網際網路、行動設備的可讀性所最佳化。」其設計與Droid Sans幾乎相同，除了更寬的字寬及包含了斜體的變種。而Droid Sans主要用於一些Android手機上的使用者介面字體，Open Sans則是使用於部份Google的網頁及其印刷和網路廣告。
Open Sans以一個開放的授權條款提供大量的變種。有5種字重的變種（300 细体、400 正規、600 半粗體、700 粗體、800 特粗）且每一種都有斜體版本，總計10種變體。另外有一個稱為Open Sans Condensed的分離版本提供了3種字寬的變體。

## 使用
Open Sans也在今日的扁平化設計中相當流行。
该字体在2019年之前是Mozilla的网站的默认字体。

## Unicode覆蓋範圍
這個字體集包含897個字符。